# Flapskilt
Flapskilte, også kaldet klapskilte, er et elektromekanisk system med roterende skilte med forskellige informationer, der kan skiftes imellem. Det kan være skilte med enkelte bogstaver, tal eller tegn, og hvor en række sammen kan bruges til at frembringe tekster, eller det kan også være aflange skilte med påtrykte ord eller tekster.
Flapskilte bruges i nogle lufthavne og jernbanestationer, men er også kendt fra digitalure og som nummervisere i venteværelser. Fælles er dog at de mange steder efterhånden er blevet erstattet af elektroniske løsninger.

## Udformning
Konceptet består i at et antal skilte er monteret på en akse, der efter behov roteres, sådan at der skiftes mellem det, der aktuelt skal vises. Mens der skiftes, vil der blive rullet forbi de andre skilte men typisk så hurtigt, at en betragter højst når at registrere, hvad der står på nogle af dem. Som standard er der 52 skilte på en akse, men udformninger med 40, 64 eller 80 skilte findes også. Digitalure vil til gengæld i sagens natur kun have brug for at vise tallene 00-23 og 00-59 for timer og minutter.
Skiltene kan udformes på to måder. Ved den ene bruges skilte, der kun viser et bogstav, tal eller tegn ad gangen. Ved at placere en række sådanne flapskilte ved siden af hinanden, kan man kombinere sig frem til alle mulige tekster og klokkeslæt. Til gengæld gør det begrænsede antal af skilte på en akse, at der oftest kun kan vises store bogstaver, tal og udvalgte tegn. Den anden måde er at bruge aflange skilte, der kan vise hele ord, korte tekster eller grafik. Her er man dog begrænset til de på forhånd valgte muligheder.
En hyppigt brugt mulighed er anbringe flere sæt flapskilte sammen, så man kan kombinere efter behov. Det kan være ved siden af hinanden, sådan at et sæt f.eks. viser et klokkeslæt, et andet viser hvad der skal ske på det pågældende tidspunkt, og et tredje angiver eventuelle bemærkninger. En anden mulighed er over hinanden til oversigter, så man f.eks. både kan vise, hvad der skal ske først, og hvad der skal ske senere. Det kan være praktisk, hvis der skal ske forskellige ting samme sted, f.eks. på stationer hvor togene kører flere forskellige steder hen, og hvor et enkelt skilt derfor ikke vil være nok.
Fordelen ved flapskilte er først og fremmest den høje læsbarhed næsten uanset lys og vinkel. En anden fordel er, at man kan bruge flere farver, hvor mange elektroniske skilte kun har to til hhv. bund og skrift. Endnu en fordel ved flapskilte er, at de kun bruger lidt eller slet ingen strøm, mens de står stille. Endelig afgiver de en karakteristisk lyd og indtryk, når de skifter, hvilket gør folk opmærksomme på dem og dermed ændringerne i det viste. En ulempe er til gengæld, at man er begrænset til de på forhånd valgte muligheder, hvor elektroniske skilte kan programmeres til vise næsten alt og desuden kan omprogrammeres uden fysiske indgreb. En anden ulempe er, at skift mellem det viste tager tid, hvor elektroniske skilte skifter praktisk taget med det samme. Endnu en ulempe opstår ved fejl, idet et skilt kan gå i stå eller vise noget forkert. Det sidste kan i øvrigt af og til give anledning til lettere komiske situationer, når to eller flere flapskilte sammen viser noget, der ville være fysisk umuligt i virkeligheden, f.eks. med endestationen for en jernbane men med mellemstationer for en anden.

## Brug
En udbredt brug af flapskilte er til oversigter over afgange og ankomster i lufthavne og jernbanestationer. Navnlig ved større sådanne kan der være mange afgange og derfor også mange passagerer, der skal orienteres og ledes på rette vej. F.eks. kan en lufthavn bruge sådanne oversigter til at vise flyenes destinationer, numre, selskaber, gates og hvornår det skal flyve. Ved siden af kan der så være lamper, der lyser eller blinker, når passagererne kan gå om bord. Når et fly så letter, rykker informationerne for næste fly op på dets plads på oversigten og tilsvarende for de efterfølgende fly, så der bliver plads til et nyt i bunden. I praksis sker flytningen ved at alle flapskiltene drejer enten samtidig eller linje for linje. Det kan være et imponerende syn men gør det også sværere at bevare overblikket, især på travle steder hvor der ofte skal skiftes mellem det viste.
En anden brug er som togviserskilte på perroner på stationer. I sin mest simple udformning vises der kun destinationen for det næste tog, men ofte placeres der flere skilte sammen, så der kan vises flere informationer, f.eks. linje, mellemstationer, afgangstidspunkt eller antal minutter til afgang. Alternativt kan der vises andre meddelelser så som "Pas på gennemkørende tog" eller "Medtager ikke passagerer".
Endnu en brug er til at vise linje eller destinationer på nogle sporvogne og U-Bahn-tog. Her har rullefilm dog traditionelt været væsentlig mere udbredte, om de nu også er veget for elektroniske skilte mange steder.